# خرز كيفة

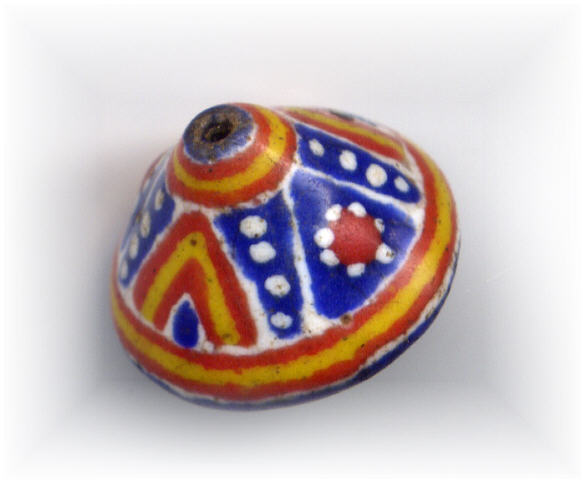
خرزة كيفة مخروطية الشكل

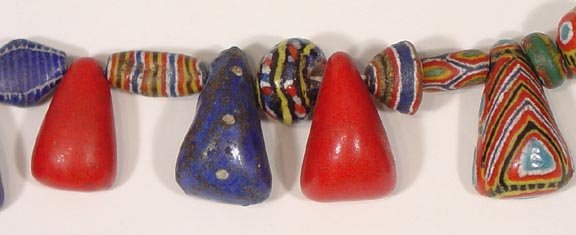
عقد من خرز كيفة

كيفة حبات من خرز المسحوق الزجاجي النادرة سميت بأسم مدينة كيفة الموريتانية حيث وثقها عالم الاجناس الفرنسي ر. مونية لأول مرة عام 1949 .
خرز كيفة تمثل واحدة من أعلى مستويات المهارة الفنية والابداع في صناعة الخرز، تجري صناعتها من أبسط المواد والأدوات المتاحة (مسحوق الزجاجي الأوروبي أو أجزاء منه، زجاج العبوات الزجاجية، قطع الخزف المهشم، علب القصدير اغصان الاشجار ابرة فولاذية، بعض الصمغ العربي، ونيران مكشوفة). خرز كيفة سميت بأسم مدينة كيفة وهي من أقدم مراكز صناعة الخرز في موريتانيا، واطلق عليها هذا الاسم بواسطة جامعي الخرز في الولايات المتحدة خلال عقد الثمانينات.
وطبقاً ل (بيتر فرانسيس) صناعة الخرز من مسحوق الزجاج في غرب أفريقيا قد تعود إلى بضع مئات من السنين، وربما إلى القرن الثاني عشر في موريتانيا. وخرز مسحوق الزجاج الموريتاني يُعتقد أنها نسخة أقدم من صناعة خرز زجاج إسلامية تعود إلى مدينة الفسطاط واماكن أخرى. وعلى الرغم من أن صناعة خرز مسحوق الزجاج الموريتاني صناعة تقليدية عريقة، لم يعثر على أي اثر لتحديد عمر هذه الصناعة لحد الآن.

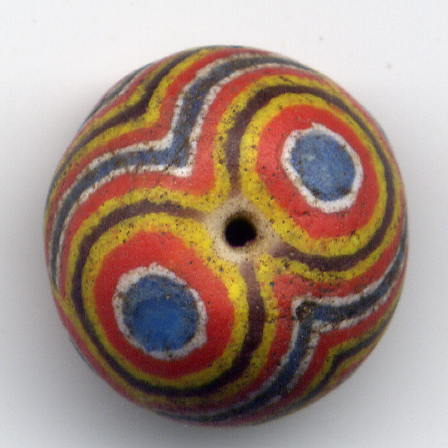
خرزة كيفة كروية

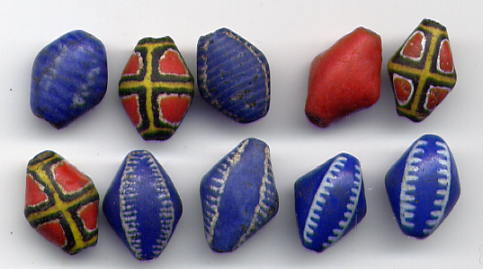
خرز كيفة ماسية الشكل

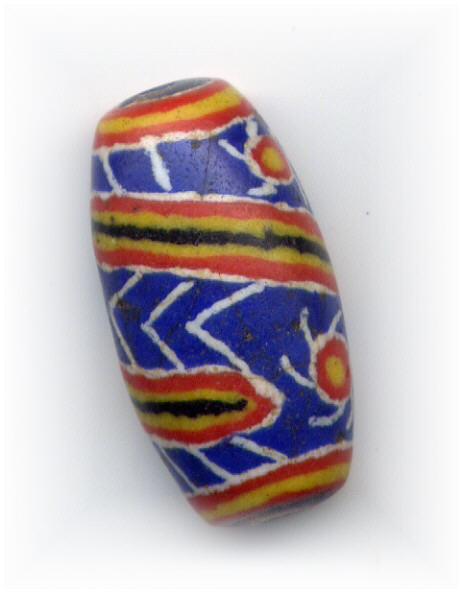
خرزة كيفة اسطوانية

## الإنتاج
وتصنع الخرز بطحن الزجاج إلى مسحوق وخلطه مع مادة تساعد على التماسك مثل الصمغ العربي المخفف بالماء. ثم تثقب بابرة فولاذية وتوضع في علب معدنية (غالباً ما تكون من علب السردين) وتسخن لتصهر في النار المكشوفة من غير قوالب..
تصنع خرز كيفة بمختلف الأشكال والالوان:
مثلثات زرقاء، حمراء ومتعددة الألوان (بالأصفر، الأسود والأبيض والأحمر والأزرق), ونوع شيفرون بزخارف تشبه العيون.كما يصنع خرز كيفة باشكال تشبه الماس باللون الأحمر أو متعددة الألوان. شكل سيكار أو شكل مخروط فضلاً عن الشكل الكروي والشكل الكروي المفلطح.
يلاحظ ان تسلسل الألوان على الخرز التقليدية المتعددة الألوان دائماً نفس التسلسل (أحمر - أصفر - أسود / بني داكن - أصفر - أحمر - أبيض - أزرق - أبيض). ودائماً يكزن وجه الخرزة مزين جيداً. ويعتقد ان الخرز المختلفة تصنع بيد عوائل مختلفة وكل عائلة لديها أساليب تزيين مميزة.اما بالنسبة إلى من يرتديون هذه الخرز (وهن نساء) فهن يفعلن ذلك لاعتقادهن ان الخرز هي تمائم وكل الألوان والاشكال والطرز التزينية
المعقدة تملك معاني محددة، ومعظم هذه المعاني نسيت الآن.

## الاستعمالات
تلبس الخرز الماسية الشكل كاسوار تنظم في شريط من الجلد وترتب في طقم تقليدي يتألف من نسبة محددة من الأحمر إلى الأزرق إلى قطع متعددة الألوان..
ويعتقد ان زخرفتها للحماية وزيادة الخصوبة.تلبس الخرز المثلثة والكروية الشكل لتزيين الشعر وتتألف من طقمين متكاملين كل واحد من الطقمين يتالف من ثلاث خرز زرقاء، حمراء ومتعددة الألوان. تلبس على صدغ الرأس.العديد من الخرز الكروية والمخروطية الصغيرة تستخدم لتزيين الشعر أو تلبس كقلادة في تشكيلة متنوعة من خرز الزجاج والصخور.

## الخرز الحديثة
مع رحيل اخر صناع الخرز التقليديين في عقد السبعينات.انقرضت هذه الحرفة.لكن مع مطلع عقد التسعينات بدأت مجموعات من النساء الموريتانيات المنظمات بصنع خرز كيفة مرة أخرى، مستخدمين نفس الطرق التقليدية.في الدول الغربية صنع الفنانون الغربيين نسخ من خرز كيفة مستخدمين (البوليمر) أو (زجاج شعلة اللهب).
كما تصنع نسخ مقلدة من خرز كيفة في أماكن مختلفة من العالم مثلاً اندونيسيا. لكن ولا واحدة من هذه المنتجات الجديدة قريبة الشبه من جمال الخرز التقليدية..

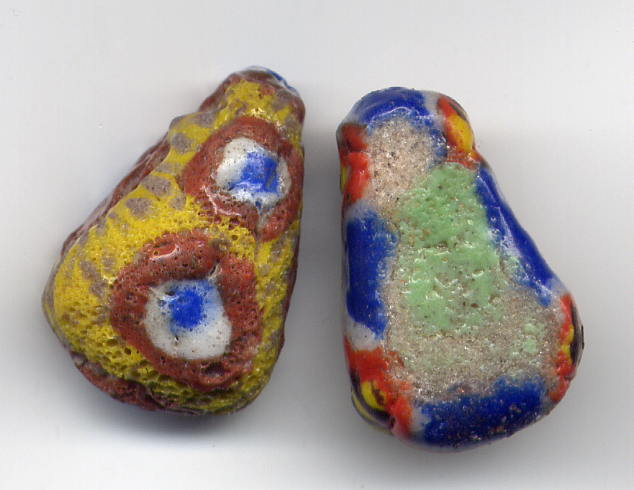
خرز كيفة معاصرة

## اقرا ايضاً
- فن الزجاج
- خرزة (مادة)
- ميلفيوري (فن)
- ثقالة الورق
- مرين (فن)
- صناعة الخرز الزجاجية